# Plus 8
Plus 8 ist ein kanadisches Techno-Label mit Sitz in Windsor, das 1990 von John Acquaviva und Richie Hawtin gegründet wurde. Die Veröffentlichungen plus8001 bis plus8070 erschienen von 1990 bis 1997. Anschließend gab es eine Veröffentlichungspause bis im Jahr 2000 die Plus 8 Classics Vol I – III veröffentlicht wurde. Es gibt seither auch Neuerscheinungen, allerdings nicht mehr in derselben Frequenz, wie dies in den 1990er Jahren der Fall war. Zu Plus 8 gehören auch die Sublabel Concept, Definitive Recordings, Vapour Space und Probe, das allerdings nach knapp vierzig Veröffentlichungen eingestellt wurde.
Hawtin widmet sich derzeit verstärkt seinem eigenen Label Minus.

## Veröffentlichungen (Auswahl)
- plus8001 – State of Mind- Elements of tone
- plus8002 – Kenny Larkin – We whall overcome
- plus8003 – Cybersonik – Technarchy
- plus8004 – F.U.S.E. – Approach & identify
- plus8009 – various – From our minds to yours vol. 1
- plus8010 – Final Exposure – Vortex
- plus8011 – Speedy J – Evolution
- plus8013 – F.U.S.E. – Substance abuse
- plus8015 – Blueprints for Modern (Techno)logy Vol. 1
- plus8023 – Vapourspace – Gravitational arch of 10
- plus8028 – Plastikman – Sheet one
- plus8054 – LFO vs. F.U.S.E. – Loop
- plus8087 – Adam Beyer – A walking contradiction
- plus8088 – Alex Under – Collage